# قيطم بيترسي
قيطم بيترسي (الاسم العلمي: Xenopus petersii) (بالإنجليزية: Peter's clawed frog)‏ هو نوع من البرمائيات يتبع جنس القيطم من فصيلة الضفادع العديمة اللسان. سمي هذا النوع نسبةً إلى عالم التاريخ الطبيعي الألماني فيلهلم بيترس.